# Trichodiadema aureum
Trichodiadema aureum är en isörtsväxtart som beskrevs av L. Bol. Trichodiadema aureum ingår i släktet Trichodiadema och familjen isörtsväxter. Inga underarter finns listade i Catalogue of Life.